# Забайкальский край
Забайка́льский край (неофициально Забайкалье) — субъект Российской Федерации в восточной части Забайкалья, в составе Дальневосточного федерального округа. Является частью Дальневосточного экономического района. Административный центр — город Чита.
Граничит с Амурской и Иркутской областями, Республикой Бурятия и Республикой Саха (Якутия) Российской Федерации. Южная и юго-восточная границы Забайкальского края является государственной границей Российской Федерации с Монголией и Китайской Народной Республикой.
Площадь территории — 431 892 км², что составляет 2,52 % площади России. По этому показателю край занимает 12-е место в стране. Численность населения — 983 838 чел. (2025).
Образован 1 марта 2008 года, в результате референдума об объединении Читинской области и Агинского Бурятского автономного округа.

## История
Первые следы человеческого присутствия на территории края относят к 150—35 тыс. лет назад.
Ранние свидетельства были найдены на поверхности древних галечников реки Гыршелунки (приток реки Хилок), в окрестностях города Читы (Сухотино-1), в районе Усть-Мензы на реке Чикой.
Закреплению населения в агинских Забайкальских степях способствовал изданный в 1703 году указ Петра I, в котором были определены места их кочевий, а также расположение пограничных знаков по Буринскому договору с Китаем 1727 года.
В 1802 году по императорскому указу от 17 октября 1799 года «О заселении полуденного края Сибири» земли по рекам Ингода, Чита, Улунга (Оленгуй) и Тура, прежде населённые бурятами, были переданы переселенцам, прибывающим из западных регионов страны.
26 сентября 1937 года постановлением ЦИК СССР из Агинского и Улан-Ононского аймаков Бурят-Монгольской АССР был образован Агинский Бурят-Монгольский национальный округ в составе Читинской области.
16 сентября 1958 года, после замены этнонима «бурят-монголы» на «буряты», округ переименован в Агинский Бурятский национальный округ. С 7 октября 1977 года — Агинский Бурятский автономный округ. С 31 марта 1992 года являлся самостоятельным субъектом Российской Федерации.
В 2004 году в ходе визита в Китай В. В. Путин принял окончательное решение о передаче китайцам половины Большого острова на реке Аргунь.

### Образование Забайкальского края
1 марта 2008 года в результате решения на основе референдума народов Агинского Бурятского автономного округа и Читинской области был образован Забайкальский край.
Предварительная работа по объединению Агинского Бурятского автономного округа и Читинской области была начата на уровне властей регионов в апреле 2006 года. Глава администрации Агинского Бурятского АО Баир Жамсуев, Губернатор Читинской области Равиль Гениатулин, Главы региональных парламентов Анатолий Романов и Даши Дугаров обратились с письмом к Президенту России Владимиру Путину, и 17 ноября 2006 года он поддержал эту инициативу. Референдум об объединении состоялся 11 марта 2007 года.
В Агинском Бурятском автономном округе за объединение высказались 94 % (38 814 избирателей), против — 5,16 % (2129 избирателей), в референдуме приняли участие 82,95 % избирателей округа.

В Читинской области ответили «Да» на вопрос: 
«Согласны ли вы, чтобы Читинская область и Агинский Бурятский автономный округ объединились в новый субъект Российской Федерации — Забайкальский край, в составе которого Агинский Бурятский автономный округ будет являться административно-территориальной единицей с особым статусом, определяемым уставом края в соответствии с законодательством Российской Федерации?»
В Читинской области за объединение высказались 90,29 % (535 045 избирателей), против — 8,89 % (52 698 избирателей), в референдуме приняли участие 72,82 % избирателей области.
23 июля 2007 года Президент России Владимир Путин подписал федеральный конституционный закон «Об образовании в составе Российской Федерации нового субъекта Российской Федерации в результате объединения Читинской области и Агинского Бурятского автономного округа», принятый Государственной думой 5 июля 2007 года и одобренный Советом Федерации 11 июля 2007 года.
Указом президента России от 10 мая 2015 года было учтено вхождение края в состав Сибирского федерального округа (до этого в перечне округов продолжали фигурировать Читинская область и Агинский Бурятский автономный округ).
3 ноября 2018 года Забайкальский край был переведён в состав Дальневосточного федерального округа, в 2019 году — в Дальневосточный экономический район (до того входил в Восточно-Сибирский экономический район).

## Физико-географическая характеристика

### Географическое положение
Забайкальский край располагается в восточной половине Забайкалья. Наибольшая протяжённость края с севера (хребет Кодар) на юг (Приононская равнина) отмечается на меридиане 117°08' в. д. и достигает почти 1000 км, с запада (Яблоновый хребет) на восток (река Аргунь) по параллели 50° с. ш. протяжённость составляет немногим более 850 км. Высшей точкой на территории Забайкальского края является пик БАМ, высота которого составляет 3073 м.
По территории примерно сопоставима с Ираком.

### Рельеф
Рельеф Забайкальского края представлен как равнинами, так и горами, но в регионе заметно преобладают именно горы. Северную часть занимают горные хребты, среднюю полосу — многочисленные сопки, южную — обширные степные равнины. В крае выделено, в общей сложности, 65 хребтов и 50 впадин. Для всех хребтов и впадин характерна одна особенность — распространение с юго-запада на северо-восток. На территории края находятся наивысшая и наименьшая высота над уровнем моря всего Забайкалья. Первая — 3073 м, пик БАМ, вторая — 292 м, находится в долине Амура.
В восточном Забайкалье выделяют шесть геоморфологических областей: нагорье севера, Витимское плоскогорье, Забайкальское среднегорье, Хэнтэй-Даурское нагорье и Улдза-Торейская высокая равнина.
- Даурский заповедник
- Адон-Челон
- Перевал Ледниковый, Кодар
- Средний Сакукан

### Гидрография
На территории края протекает более 40 000 водотоков. 98—99 % из них — реки и ручьи, длиной менее 25 км. Наиболее крупные (длиной более 500 км) основные 14 рек, из них пять полностью расположены на территории края — Газимур, Ингода, Калар, Нерча и Шилка.
На территории Забайкальского края, на Яблоновом хребте находится уникальное в мире место — гора Палласа, со склонов которой происходит сток сразу в три крупные реки Азии: Енисей (через Селенгу и Байкал), Лену и Амур. Забайкальский край полностью находится в бассейнах Енисея, Лены и Амура.
Рядом с Читой находится Ивано-Арахлейская система озёр.

### Водные ресурсы
Стационарные запасы вод Забайкальского края и АБО (км³)
|           | Забайкальский край | АБО   |
| --------- | ------------------ | ----- |
| Недра     | 4000               | 70    |
| Озёра     | 8                  | 0,1   |
| Атмосфера | 5                  | 0,2   |
| Реки      | 2                  | 0,003 |

Наиболее крупные реки края: Аргунь, Шилка, Онон, Ингода, Хилок, Чикой. Крупные группы озёр представлены Торейскими, Ивано-Арахлейскими и Куандо-Чарскими озёрами.
- Озеро Алёнушка
- Река Аргунь
- Река Калар
- Река Чикой

### Климат
Климат края, как и большей части Восточной Сибири, резко континентальный с недостаточным количеством атмосферных осадков.
В Забайкальском крае Каларский, Тунгиро-Олёкминский и Тунгокоченский районы приравнены к районам Крайнего Севера.
Зима длительная (продолжительная) и суровая, малоснежная, с большим числом ясных дней; средняя температура января составляет −19,7 (−21) °С на юге и −37,5 °С на севере, а в отдельные годы среднемесячная в январе может уходить ниже −42°, и ниже −39° в декабре и феврале. Абсолютный минимум −64 °С — зарегистрирован на прииске имени XI лет Октября в Каларском районе. Переходные сезоны (весна и осень) короткие. Весна холодная, сухая, ветреная. Лето короткое и тёплое (иногда жаркое) — сухое в первой половине и влажное во второй. Колебания суточных и годовых температур большие, в некоторых районах годовая амплитуда составляет 94 °C и более. Средняя температура июля составляет +13 °С на севере (а также на равнинах) до +20,7 °С на юге (до +21 °С в горах), абсолютный максимум +42 °С — зарегистрирован в селе Ново-Цурухайтуй Приаргунского района, в июне 2010 температура на юге края местами достигла почти +43°, и даже на севере достигла +38.4°, в Сретенске впервые поднявшись до +41.3°. Безморозный период составляет в среднем 80—140 дней. Осень тёплая. Также характерной чертой климата является значительная продолжительность солнечного сияния в год. Так, в Сочи среднегодовое количество часов солнечного сияния составляет 2154 часа; Число часов солнечного сияния в крае находится в рамках от 1873 до 2592 в год, а в Борзе — 2797 часов, что на 529 часа выше самого солнечного 2014 года в Центре ЕТР.
В год выпадает от 200—300 (на юге и степных районах; 350—450 мм в горно-таёжных) до 600 миллиметров (на севере) осадков, основная их часть выпадает летом и осенью.

### Часовой пояс
Забайкальский край находится в часовой зоне МСК+6. Смещение применяемого времени относительно UTC составляет +9:00.

## Природные ресурсы

### Полезные ископаемые
На территории Забайкальского края находится более 500 месторождений твердых полезных ископаемых, их балансовые запасы составляют более 10 % всех запасов России:
- уран — 29,06 %
- титан — 21,23 %
- медь — 25,6 %
- ванадий — 18,7 %
- молибден — 27,9 %
- сурьма — 38,2 %
- мышьяк — 88,1 %
- висмут — 11,7 %
- серебро — 16,86 %
- плавиковый шпат — 40,73 %
- цеолиты — 80,38 %
- перлиты — 17,3 %
- кварц для керамики — 70,5 %

В крае также 181 месторождение общераспространённых полезных ископаемых (строительные песок и камни, песчано-гравийные материалы, известняк)
Регион обладает крупными запасами угля — 25 угольных месторождений с запасами 1,566 миллиардов тонн каменного и 1,997 миллиардов тонн бурого угля. Суммарная добыча угля за 2019 г. составила 20,022 миллиона тонн (10,305 миллиона тонн каменного угля и 9,717 — бурого угля).
В Забайкальском крае на 01.01.2020 находятся 20 месторождений урана с балансовыми запасами 148 тысяч тонн. В Краснокаменске находится основное в России предприятие по добыче и переработке урановых руд — ПАО «Приаргунское производственное горнохимическое объединение». В 2019 году было добыто 1343 тонн урана.
В Забайкальском крае учтено 7 месторождений меди, 5 из них действующие. Запасы меди на 2020 год составляют 22,97 миллиона тонн, в 2019 году добыто 62 тысячи тонн меди.
454 месторождения золота с запасами 1318,5 тонн, за 2019 год добыча составила 29,9 тонн.
Запасы серебра составляют 27,9 тысяч тонн на 60 месторождениях, в 2019 году добыто 199 тонн серебра.
16 месторождений молибдена с запасами 676,7 тысяч тонн.
19 месторождений вольфрама с запасами 42,9 тысяч тонн. За 2019 год добыто 781 тонна вольфрама.
10 месторождений висмута с запасами 14,7 тысяч тонн. В 2019 г. по Забайкальскому краю было добыто 327 тонн висмута (79,0 % добычи по России).
В Забайкальском крае учитываются 24 месторождения плавикового шпата (флюорита) с запасами 12,9 миллиона тонн. За 2019 год на Улунтуйском месторождении добыто 2,08 тысяч тонн плавикового шпата, на Оцолуйском — 1 тысяча тонн.
Как попутного полезного компонента при добыче вольфрама учитываются запасы мелкоразмерного мусковита на Спокойнинском вольфрамовом месторождении — 1,995 миллиона тонн. В 2019 году добыча составила 48,9 тысяч тонн (100 % добычи в России).
Запасы подземных вод (питьевых и технических) составляют 1463,6 тысяч м3/сутки, фактическая добыча 132,9 тысяч м3/сутки. Крупнейшие месторождения: Читинское, Харанорское, Молодёжное. Общие запасы минеральных вод 2,46 тысяч м3/сутки.

### Лесные ресурсы
Леса в Забайкальском крае имеют горный характер. Площадь земель лесного фонда на 2006 год составила 34 048 тысяч га. Из них 29 443 тысячи га покрыты лесной растительностью и 1 236 тысяч га непокрытых лесом земель. Средняя лесистость территории края составляет 67 % и варьируется по районам от 6 % до 85 %. Большая часть лесозаготовительных предприятий расположены в Хилокском, Могочинском и соседних с ними районах.
Леса занимают 68,3 % области (34,1 млн га или 341 тыс. км²), лесной фонд составляет 32,65 млн га или 326,5 тыс. км².
Основной проблемой лесной сферы края является ежегодное уничтожение множества тысяч гектаров леса природными пожарами. В период с 2005 по 2013 года в крае в среднем ежегодно регистрировалось около 500—600 лесных пожаров. В 2014—2015 годах, ввиду неспособности власти качественно противостоять стихии, допущено уничтожение более чем 500 жилых домов, целиком сёл, объектов экономики, а также взрывы боеприпасов в военных частях Карымского и Читинского районов края.
После распада СССР, незаконные рубки ценных пород деревьев нанесли серьёзный ущерб лесам на Дальнем Востоке РФ; в 2014 г. экспорт в КНР составил 83 % от всего объёма экспорта древесины. Это вызвало обеспокоенность Всемирного фонда дикой природы. 20 лет незаконных рубок уничтожили запасы коммерчески ценной древесины, и в обозримом будущем они не восстановятся; уничтожение лесов лишает местных жителей, коренные народы Дальнего Востока РФ источника их существования.
Данные, полученные на основе анализа спутниковых снимков, объективно свидетельствуют о значительном ущербе, нанесённом лесному фонду за 2001—2019 гг.

### Почвы
Почвенный покров сельскохозяйственных угодий в основном представлен чернозёмом (32,5 %) и каштановыми (36,5 %) почвами. Каштановые почвы больше распространены в Агинском районе (62,7 %). Наиболее мощные и характерные чернозёмы распространены в Могойтуйском районе — более 60,5 %. Также широко распространены серые лесные почвы, лугово-каштановые, лугово-болотные, солончаковые, дерново-таежные, супесчаные и суглинистые. Почвы Агинской степи в целом довольно плодородные и при внесении минеральных и органических удобрений, правильной системе их обработки способны давать хорошие и устойчивые урожаи зерновых и кормовых культур.

### Растительность
Для растительности характерны лиственничные леса, сосняки и березняки. Обычны кустарниковые заросли. На степных участках господствуют леймусово-типчаковые и холодно-полынные степи. Склоны сопок заняты леймусовыми, вострецовыми, типчаковыми, пижмовыми, житняковыми и ковыльными степями. По долинам рек обычны желтолилейные, разнотравные и стоповидно-осоковые ассоциации. На засоленных почвах — мечевидно-ирисовые сообщества.
Северная часть Агинских степей необычна как в отношении рельефа, так и в отношении растительного покрова: степи изборождены грядами гор и холмов, чередующихся с довольно узкими долинами, а участки степных формаций местами сменяются лесными.
Леса сосредоточены в основном в северной и западной части территории округа и состоят из немногих пород: лиственницы даурской, сосны обыкновенной, кедра сибирского, ели сибирской, пихты сибирской, берёзы плосколистной и осины.
В смешанных лесах преобладает берёза. Хвойные леса произрастают на западе, а в Кункурской степи растёт островной реликтовый Цасучейский бор — «Цырик-Нарасун» (сосновое войско), где господствует сосна Крылова. Редко стоящие одиночные деревья, как в саванне, со своеобразным степным сообществом не имеющие аналогов в обычных степях, поэтому сосновый бор необходимо сохранить для будущих поколений.
Подлесок образован немногочисленными породами: берёзой кустарниковой, рододендроном даурским, шиповником, кизильником черноплодным, таволгами, рябинником, лапчаткой. Встречаются красная смородина и часто костяника, земляника, голубика, брусника, болотный багульник, жимолость.
В смешанных лесах округа насчитывается более сотни видов травянистых растений, среди которых много чисто степных видов.
Склоны южной экспозиции — обыкновенно каменистые склоны гор и холмов Агинских степей или совершенно лишены древесной растительности или покрыты кустарником, главным образом спиреей, ильмом, абрикосом сибирским.
Единичные экземпляры по сопкам отмечаются крушина, яблоня Палласа. По долинам рек — черёмуха, боярышник, тараношка, тополь лавренистный и др. В северной части встречаются небольшие осоковые болота, совершенно отсутствующие в южной.
Луга представлены вострецовыми, пикульниковыми реже чиевыми формациями.
Преобладающие растения округа приспособлены к холодному и сухом климату, краткому вегетативному периоду с отсутствием засухи в середине лета. Для степей характерен разреженный низкорослый травостой с мощно развитой корневой системой. В округе произрастает много ценных растений: лекарственных, технических, кормовых, которые необходимо рационально использовать.
Растительность округа богата и насчитывает по новым исследованиям более 700—800 видов.
Развитие хозяйственных связей с КНР привело к появлению новых проблем. Часть вырубленного леса, коммерчески менее ценная, бросается на месте, и при весеннем половодье может попадать в реки. В то же время обсуждается вопрос о размещении в РФ китайских целлюлозно-бумажных предприятий, небезопасных в экологическом отношении. Это вызвало обеспокоенность Всемирного фонда дикой природы.
Лесопилки и лесные склады, принадлежащие китайцам, играют ключевую роль в распространении незаконных рубок (стр. 17). Причём в этом бизнесе не последнее место занимают представители ОПГ.
- Лиственница сибирская
- Даурская роза в период цветения
- Яблоня сибирская ягодная
- Рододендрон даурский (Багульник)

## Животный мир
Животный мир Забайкальского края представлен сочетанием сибирской таёжной и степной монгольской фауны с небольшой долей маньчжурских видов. Млекопитающие представлены примерно 8 десятками видов, среди которых: лоси, изюбрь, кабан, сибирская косуля, бурый медведь, лисица, волк, соболь, обыкновенная белка, заяц-беляк, колонок, кабарга. Много различных видов птиц: утки, гуси, журавли, дятлы и др.
Некоторые виды занесены в Красную Книгу РФ, из них можно назвать дзерена, манула, тарбагана, амурского тигра, даурского ежа, дрофу, степного орла, журавлей — даурского и чёрного, стерха, красавку.
Динамичное развитие торговых отношений с КНР после распада СССР повлекло изменения в экологической обстановке в регионе. Варварская вырубка лесов и браконьерство вносит вклад в сокращение редких видов животных; а основным направлением контрабанды стал вывоз частей и дериватов.
- Изюбрь
- Стрижи над скалами Адон-Челон
- Самец дрофы
- Пара стерхов

## Туристско-рекреационная деятельность в округе
На примере Прибайкальского района Бурятии — Агинский Бурятский округ и руководство Забайкальского края РФ планирует создать также туристическо-реакционную деятельность по примеру:
На территории Прибайкальского района, где создана туристско-рекреационная особая экономическая зона (ОЭЗ) «Байкальская гавань». ОЭЗ планируется как всесезонный курорт мирового уровня с высокоразвитой инфраструктурой площадью 700 км².
Позиционируется как центр туризма на востоке России, а также как ключевое направление и объект трансграничного туристического маршрута «Восточное кольцо» для стран Северо-Восточной Азии. К 2027 году планируется свыше 2 миллионов прибытий в год, в том числе 30 % — из и от туристического гражданского движения из граждан РФ и Белоруссии и СНГ, 40 % из туристического движения из Китая и Монголии, и 30 % туристического движения и из-за рубежа в виде туристов из Японии,США, Австралии и Канады.
Также местные власти акцентируют внимание на культурном наследии края, народных ремеслах распространенных в Забайкалье и их конвертации в экономические продукты. Благодаря этиническому разнообразию края, культурный и исторический фонд региона довольно богатый. Некоторых туристов привлекает именно этнографическая культурная составляющая региона.

### Достопримечательности
На территории Чернышевского района в пади Кулинда находится геологическое местонахождение чешуйчатых и оперённых динозавров, впервые в мире найденных вместе (компсогнат, пситтакозавр, кулиндадромеус забайкальский).
В 2010 году на территории района в пади Кулинда были найдены остатки хищного динозавра компсогната. В 2011 году к ним добавились и кости растительноядных пситтакозавров. Возраст находок — от 170 до 145 миллионов лет. На основании шести частично сохранившихся черепов и нескольких сот фрагментов скелета, был описан новый вид оперённых птицетазовых динозавров, названный кулиндадромеус забайкальский, живший 160 млн лет назад.
Причём, впервые в мире найдены останки чешуйчатых и оперённых динозавров, расположенных вместе. Планируется, что местонахождение Кулинда получит статус геологического памятника природы.

## Население

### Демография
Численность населения края по данным Росстата составляет 983 838 чел. (2025). Плотность населения — 2,28 чел./км2 (2025). Городское население — 
70,43 % (2022). Основная часть населения проживает в южных и центральных районах края, северные районы заселены слабо.
Всё население и доля городских жителей по данным всесоюзных и всероссийских переписей:

### Национальный состав
Следующие народы имели численность более 1000 человек по состоянию на 2010 год (при общей численности населения 1 107 107 человек):
- Русские — 977 400 (89,9 %)
- Буряты — 73 941 (6,8 %)
- Украинцы — 6 743 (0,6 %)
- Татары — 5 857 (0,5 %)
- Армяне — 3 943 (0,3 %)
- Азербайджанцы — 2 045 (0,3 %)
- Киргизы — 1 634 (0,2 %)
- Белорусы — 1 544 (0,2 %)
- Узбеки — 1 515 (0,2 %)
- Эвенки — 1 387 (0,1 %)

В 2022 году местными властями отмечена миграция из областей Украины граничащих с Россией. С февраля по июнь 2022 года в Забайкальский край прибыло приблизительно 867 украинцев.

### Ожидаемая продолжительность жизни
По данным Росстата на 2022 год ожидаемая продолжительность жизни составила:
- общая — 76,24 лет
- для мужчин — 73,83 года (самый низкий показатель по России)
- для женщин — 78,65 лет

## Административно-территориальное деление
Край в рамках административно-территориального устройства включает 31 район, 3 из которых (Агинский, Дульдургинский и Могойтуйский) входят в Агинский Бурятский округ как административно-территориальную единицу с особым статусом.
В рамках муниципального устройства в крае были образованы 410 муниципальных образований: 4 городских округа и 31 муниципальный район, последние из которых включают 45 городских поселений и 330 сельских поселений.
24 июля 2020 года Каларский и Приаргунский районы были преобразованы в муниципальные округа, муниципальное устройство приобрело следующий вид:
- 4 городских округа,
- 2 муниципальных округа,
- 29 муниципальных районов,
  - 39 городских поселений и
  - 315 сельских поселений.

Районы (муниципальные районы)
| 1. Агинский район 2. Акшинский район 3. Александрово-Заводский район 4. Балейский район 5. Борзинский район 6. Газимуро-Заводский район 7. Дульдургинский район 8. Забайкальский район 9. Калганский район 10. Карымский район 11. Краснокаменский район 12. Красночикойский район 13. Кыринский район 14. Могойтуйский район 15. Могочинский район | 17. Нерчинский район 18. Нерчинско-Заводский район 19. Оловяннинский район 20. Ононский район 21. Петровск-Забайкальский район 23. Сретенский район 24. Тунгиро-Олёкминский район 25. Тунгокоченский район 26. Улётовский район 27. Хилокский район 28. Чернышевский район 29. Читинский район 30. Шелопугинский район 31. Шилкинский район |

Районы (муниципальные округа)
| 1. Каларский район (муниципальный округ) | 2. Приаргунский район (муниципальный округ) |

Городские округа
1. посёлок Агинское
2. ЗАТО п. Горный
3. город Петровск-Забайкальский
4. город Чита

Населённые пункты
По данным переписи населения 2010 года в Забайкальском крае 10 городов, 41 посёлок городского типа и 750 сельских населённых пунктов.
| №  | Населённый пункт       | Тип                     | Население |
| -- | ---------------------- | ----------------------- | --------- |
| 1  | Чита                   | город                   | ↗337 063  |
| 2  | Краснокаменск          | город                   | ↘51 137   |
| 3  | Борзя                  | город                   | ↗29 596   |
| 4  | Агинское               | посёлок городского типа | ↘16 511   |
| 5  | Нерчинск               | город                   | ↗15 290   |
| 6  | Петровск-Забайкальский | город                   | ↘15 015   |
| 7  | Чернышевск             | посёлок городского типа | ↗13 670   |
| 8  | Забайкальск            | город                   | ↗13 445   |
| 9  | Могоча                 | город                   | ↘12 390   |
| 10 | Карымское              | посёлок городского типа | ↘12 124   |
| 11 | Шилка                  | город                   | ↘12 046   |
| 12 | Первомайский           | посёлок городского типа | ↘11 112   |
| 13 | Атамановка             | посёлок городского типа | ↗11 014   |
| 14 | Могойтуй               | посёлок городского типа | ↘10 809   |
| 15 | Шерловая Гора          | посёлок городского типа | ↘10 335   |
| 16 | Балей                  | посёлок городского типа | ↘10 286   |
| 17 | Хилок                  | город                   | ↘9948     |
| 18 | Новокручининский       | посёлок городского типа | ↘8917     |
| 19 | Ясногорск              | посёлок городского типа | ↗8493     |
| 20 | Оловянная              | посёлок городского типа | ↗7646     |
| 21 | Горный                 | посёлок городского типа | ↘7565     |
| 22 | Приаргунск             | посёлок городского типа | ↗7068     |
| 23 | Дульдурга              | село                    | ↗6869     |
| 24 | Улёты                  | село                    | ↗6557     |
| 25 | Красный Чикой          | село                    | ↘6451     |
| 26 | Дарасун                | посёлок городского типа | ↘6352     |
| 27 | Сретенск               | город                   | ↘6093     |
| 28 | Домна                  | село                    | ↘6078     |
| 29 | Кокуй                  | посёлок городского типа | ↘5402     |
| 30 | Вершино-Дарасунский    | посёлок городского типа | ↘4981     |
| 31 | Ясная                  | посёлок                 | ↘4723     |

## Органы власти
Высшее должностное лицо — Губернатор Забайкальского края, одновременно является председателем Правительства Забайкальского края. Губернатор избирается прямым голосованием граждан РФ, зарегистрированных на территории Забайкальского края, сроком на 5 лет.

Представительный орган власти — Законодательное собрание — состоит из 50 депутатов, избираемых на 5 лет.
Исполнительный орган власти — Правительство Забайкальского края, которое и возглавляет Губернатор.
5 февраля 2008 года депутатами Читинской областной думы и Агинской окружной Думы был утверждён первый Губернатор Забайкальского края — Равиль Гениатулин.
12 октября 2008 года состоялись выборы депутатов Законодательного собрания Забайкальского края первого созыва. 25 из 50 депутатов избирались по партийным спискам, 20 — по одномандатным округам, пять по многомандатному Агинскому округу. По итогам выборов «Единая Россия» одержала победу, заняв в итоге 39 из 50 мест в парламенте. КПРФ представлена в Заксобрании 5 депутатами, ЛДПР — тремя, «Справедливая Россия» получила два мандата, но впоследствии в состав её парламентской фракции вошло ещё двое депутатов (независимый депутат Светлана Баранова и Цырендоржи Дамдинов, перешедший из фракции «Единая Россия»).
Накануне истечения срока полномочий Равиля Гениатулина, 28 февраля 2013 года, указом Президента РФ на должность временно исполняющего обязанности губернатора Забайкальского края назначен Константин Ильковский.
По результатам выборов, прошедших 8 сентября 2013 года, Константин Ильковский сохранил пост главы Забайкальского края. И уже 18 сентября он официально вступил в должность губернатора Забайкальского края. Добровольно ушёл в отставку 17 февраля 2016 года.
С 17 февраля 2016 года исполняющим обязанности Губернатора назначена Наталья Николаевна Жданова,
избрана 18 сентября 2016 года.
8 сентября 2019 года избран новый губернатор Осипов Александр Михайлович.
С апреля 2020 года Главным федеральным инспектором края назначен Васильев Евсей Владимирович.

## Образование и наука
В настоящее время в средних школах края работают свыше 15 000 учителей, из них около 10 000 человек с высшим педагогическим образованием, более 350 имеют почётное звание «Заслуженный учитель школы Российской Федерации». В ведении Министерства образования края находятся 11 вузов и филиалов, 6 средних специальных учебных заведений и 22 профессиональных училища, школы, дошкольные учреждения, учреждения дополнительного образования, институт повышения квалификации и др.
В 2006 году в трёх вузах края (ЗабГУ, ЗабГГПУ и ЧГМА) и 8 филиалах вузов получили высшее образование около 7000 человек.

### Высшие учебные заведения
- Забайкальский государственный университет (ранее ЧПИ, ЗабГГПУ, ЧитГТУ, ЧитГУ, ЗабГУ)
- Читинская государственная медицинская академия (ЧГМА)
- Читинский институт Байкальского государственного университета (ЧИБГУ)
- Забайкальский институт железнодорожного транспорта (ранее ХабИИЖТ, ЗабИЖТ)
- Забайкальский институт предпринимательства Сибирского университета потребительской кооперации (ЗИПСУПК)
- Забайкальский аграрный институт филиал ФГБОУ ВО «Иркутский государственный аграрный университет им. А. А. Ежевского» (ЗабАИ)

### Научно-исследовательские институты
- Забайкальский комплексный научно-исследовательский институт (ЗабКНИИ).
- Забайкальский научно-исследовательский институт сельского хозяйства СО РАСХН (ЗабНИИСХоз СО РАСХН).
- Институт природных ресурсов, экологии и криологии СО РАН (ИПРЭК СО РАН).
- Забайкальское отделение РГО.
- Восточный филиал ФГУП «Российский научно-исследовательский институт комплексного использования и охраны водных ресурсов» (ВостокНИИВХ).
- Читинское отделение Всероссийского минералогического общества РАН.

### Техникумы
- Забайкальский техникум искусств.
- Читинский сельскохозяйственный техникум.
- Читинский техникум железнодорожного транспорта (ЧТЖТ).
- Читинский техникум отраслевых технологий и бизнеса.
- Нерчинский аграрный техникум

### Колледжи
- Забайкальский горный колледж имени М. И. Агошкова (ЗабГК им. М. И. Агошкова).
- Забайкальский государственный колледж.
- НОУ «Компьютерный колледж».
- Читинский педагогический колледж.
- Читинский политехнический колледж.(ЧПТК)
- Читинский медицинский колледж.
- Педагогический колледж города Сретенска.

### Училища
- Забайкальское краевое училище культуры.
- Читинское Суворовское военное училище МВД России.
- Хилокское железнодорожное училище

## Здравоохранение
На 1 января 2006 года в Забайкальском крае функционировали 129 больничных учреждений, 7 диспансеров, 69 поликлиник, 68 станций и отделений Скорой медицинской помощи, 494 фельдшерско-акушерских пункта, в которых трудится более 5000 врачей с высшим медицинским образованием и более 10 000 медработников со средним специальным медицинским образованием.

## Культура и искусство
На 1 января 2006 года в Забайкальском крае действовало более 1500 учреждений культуры, искусства и кинематографии, в которых работают более 5000 человек.
- Ансамбль песни и пляски «Забайкальские Казаки»
- Забайкальский краевой краеведческий музей им. А. К. Кузнецова
- Агинский краеведческий музей
- Дом офицеров
- Скульптура «Бальжин-хатан» на въезде в посёлок Агинское
- Памятник Бабжа-Барас-баатару
- Памятник Муравьёву-Амурскому

## Экономика
Согласно сводке Роскомнедр за 1995 год, в восточном Забайкалье сосредоточены существенные запасы серебра (16 %), меди (21 %), плавикового шпата (флюорита) — 38 %. Регион обладает крупными запасами каменных углей (более 2 миллиардов тонн — это 2 % от общероссийских). Только в Апсатском месторождении разведанные запасы составляют 977 миллионов тонн. Общие запасы бурых углей в регионе составляют 2,3 миллиарда тонн. Из некоторых видов угля получают горючий газ, кокс, синтетический бензин и гуматы. Запасы железных руд Сулуматского месторождения составляют более 650 миллионов тонн. В Забайкальском крае запасы меди превосходят 24 миллиона тонн. Ресурсы вольфрама оцениваются читинскими геологами в 300 тысяч тонн, а олова только в южной части региона — в 100 тысяч тонн. Также в Забайкальском крае распространены три минерагенические зоны по добыче сурьмы (100 тысяч тонн). Ресурсы лития оцениваются в 180 тысяч тонн. Запасы тантала, ниобия и циркона составляют 744 миллиона тонн. Суммарные прогнозные ресурсы германия оцениваются в 500 тысяч тонн. Восточное Забайкалье обладает ресурсами урана в сотни тысяч тонн. В регионе огромные запасы полевошпатового сырья (46,5 миллионов кубометров), огнеупорных (5 миллионов кубометров) и тугоплавких (50 миллионов кубометров) глин, цеолитов (более 1 миллиарда тонн), графита (165 миллионов тонн).

### Сельское хозяйство
На 1 января 2022 года сельское население составило 326,8 тысяч человек, 31,3 % населения Забайкальского края.
Стоимость продукции сельского хозяйства в 2019 году составила 22,5 млрд руб., в том числе растениеводства — 5,8 млрд рублей, животноводства — 16,7 млрд рублей. Индекс растениеводства составляет 85,7 %, животноводства — 99,7 %. В 2021 году стоимость продукции составила 24,9 млрд руб., в том числе растениеводства — 6,8 млрд рублей, животноводства — 18,1 млрд рублей. Индекс растениеводства составляет 96,9 %, животноводства — 98,4 %.
Освоенность территории невысокая; площадь сельхозугодий 7,6 млн га (17,7 % территории), пашня 0,2 млн га. В 2022 году в оборот введено 42 тысячи гектаров залежных земель, в планах на 2023 год ещё 30 тысяч га. Посевные площади зерновых культур занимают 70 % (в основном пшеница, овёс и гречиха), выращивают лён, яровой рапс, кормовые культуры, картофель, овощи открытого грунта и тепличные. Отобрали сорта, которые получили наиболее высокие показатели в данных почвенно-климатических условиях.
Быстрое развитие коневодства, развито мясо-молочное скотоводство, тонкорунное овцеводство, свиноводство и птицеводство; на севере и в таёжных районах — охотничий промысел.
Животноводство
На 1 января 2021 года во всех категориях хозяйств Забайкальского края содержится 455,9 тыс. (+1,9 тыс.) голов крупного рогатого скота, в том числе 187,9 тыс. коров (+4,1 тыс.), 445,7 тыс. голов овец и коз (-22,9 тыс.), 65,8 тыс. свиней (-5,6 тыс.), 102,7 тыс. лошадей (+3,8 тыс.), 428,5 тыс. голов птицы (-31,1 тыс.).
Перед началом зимнего периода 2021—2022 годов во всех категориях хозяйств насчитывалось 458 тысяч голов крупного рогатого скота, 467 тысяч овец и коз, 102 тысячи лошадей. На зимовку заготовлено свыше 1 миллиона тонн сена, что на 1,2 % превышает потребность.
В «Забайкальском племенном центре животноводства» хранится биоматериал племенных быков голштино-фризской, симментальской, джерсейской, красно-пёстрой, галловейской, герефордской, абердин-ангусской, лимузинской пород.
Растениеводство
В 2021 году валовой сбор зерновых культур составил 163 тысячи тонн (+52 тысячи тонн), урожайность — 13,8 центнеров с гектара. В том числе валовой сбор пшеницы — 76,6 тысячи тонн (+12,4 тыс. тонн, урожайность 15,5 ц/га), овса — 77,5 тысячи тонн (+35,2 тыс. тонн, урожайность 18,2 ц/га, площадь 42500 га выросла с 31400 га, урожайность в Александрово-Заводском районе 26,2 ц/га) гречихи — 4,7 тысячи тонн (+2,3 тыс. тонн, урожайность 13,1 ц/га, площадь 3600 га, лидеры Приаргунский и Краснокаменский р-ны), ячменя — 3,8 тысячи тонн (+2,3 тыс. тонн, урожайность 14,1 ц/га, площадь 2700 га выросла с 1400 га), тритикале — 207 тонн (+105 тонн, урожайность 14,0 ц/га). Валовой сбор льна — 1145 тонн (+425 тонн), при урожайности 6,2 ц/га (-0,8 ц/га). Лидерами являются Улётовский, Нерчинско-Заводский, Читинский районы. Ярового рапса получено 16,7 тысячи тонн маслосемян, урожайность — 7,8 ц/га. Обмолочено 21,3 тысячи гектаров, осталось убрать 2,6 тысячи гектаров.
Овощи открытого грунта в 2021 году в сельскохозяйственных организациях убраны на площади 129 гектаров. Собрано 2294 тонны, при средней урожайности 178 ц/га. В тепличных комплексах выращено 1500 тонн огурцов, 642 тонны томатов, 88 тонн прочих овощей. Посевная площадь овощей открытого грунта в 2022 году составила 132 гектара (+15%), основные культуры – белокочанная и цветная капуста, столовая свекла, морковь, лук.
Урожай картофеля в 2021 году составил 8700 тонн c 756 га посевной площади, а в 2022 году — 9200 тонн с 799 га. Средняя урожайность оба года была одинаковой — 115 ц/га.
Земельные сельскохозяйственные ресурсы
В Забайкалье площадь неиспользуемых пашен превышает 1 миллион гектаров. В 2021 году введено в оборот 22 тысячи гектаров залежных земель. В 2022 году сельхозорганизации намерены ввести в оборот 42 тысячи гектаров неиспользуемой пашни.
В 2006 году посевные площади сельскохозяйственных культур в крае занимали 278 тысяч га. Из них 211 тысяч га занимали посевы зерновых культур, 4 700 га — технические культуры, 28 600 га — картофель и 33 700 га кормовые культуры.
| тыс. гектар | 1698 | 1542,9 | 746,8 | 339,6 | 278,8 | 217,2 | 208,2 | 188,3 |

В Забайкальском крае 7,7 млн га занимают сельскохозяйственные угодья (на 1997 год).
| Площадь сельскохозяйственных угодий в тыс. га | 1990  | 1992  | 1995  | 1996  | 1998  |
| --------------------------------------------- | ----- | ----- | ----- | ----- | ----- |
| Всего                                         | 7 786 | 7 810 | 7 782 | 7 723 | 7 723 |
| Пашня                                         | 2 242 | 2 179 | 1 241 | 1 153 | 1 067 |
| Залежь                                        | 26    | 64    | 715   | 745   | 787   |
| Сенокосы                                      | 1 254 | 1 257 | 1 314 | 1 313 | 1 306 |
| Пастбища                                      | 3 577 | 3 631 | 3 651 | 3 602 | 3 576 |

### Энергетика
По состоянию на начало 2019 года, на территории Забайкальского края эксплуатировалось семь крупных тепловых электростанций, а также 23 небольшие дизельных электростанции (ДЭС) и одна солнечная электростанция, общей мощностью 1596,3 МВт. В 2018 году они произвели 7183 млн кВт·ч электроэнергии. В ноябре-декабре 2019 года были введены в эксплуатацию солнечные электростанции «Балей» и «Орловский ГОК» общей мощностью 30 МВт.

## Религия

### Шаманизм
Традиционное народное верование коренных народов Забайкалья, бурят и эвенков — шаманизм.

### Буддизм
В 1741 году вышел указ императрицы Елизаветы Петровны, утвердивший штатное расписание бурятского буддийского духовенства. Ламы были приведены к присяге на верноподданство, и буддизм стал одной из официальных религий Российской империи. Первым дацаном на территории края стал Цугольский, построенный в селе Цугол в 1801 году.

### Христианство
С XVII века в регион с поселением русского населения пришло в край и православие. Позже, после церковного раскола, в Забайкалье поселялись также старообрядцы. Во второй половине XVIII века в юго-западную часть территории современного Забайкальского края по реке Чикой стали заселять ссыльных старообрядцев-семейских.
Первая православная церковь — Воскресенская, была построена в 1670 году в Нерчинском остроге. Самостоятельная Забайкальская епархия образовалась в 1894 году.
Протестантизм и другие христианские течения в Забайкалье появились относительно поздно.

### Иудаизм и ислам
Также в крае проживают последователи иудаизма и ислама.